# 盧杜什

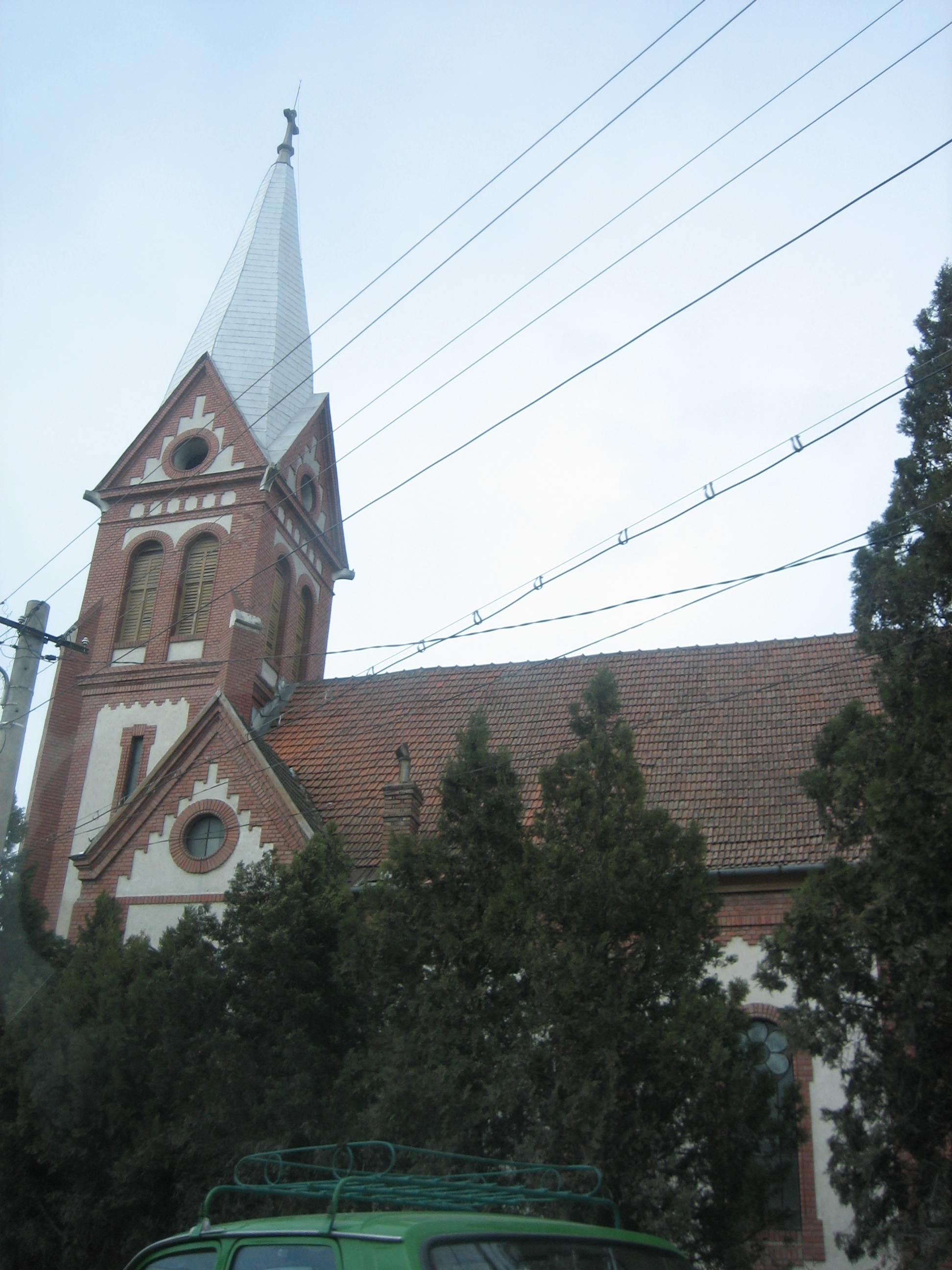

盧杜什是羅馬尼亞的城鎮，位於該國中部，距離首府特爾古穆列什44公里，由穆列什縣負責管轄，面積67平方公里，海拔高度270米，2009年人口17,600，大多數居民信奉東正教。

## 外部連結
- （罗马尼亚文） Luduş online
- （匈牙利文） Datasheet of Ludus in Transylvanian Hungarian Database （页面存档备份，存于）
- （英文） （匈牙利文） Bánffy-Castle